# Bletia catenulata
Bletia catenulata là một loài lan.
 Tư liệu liên quan tới Bletia catenulata tại Wikimedia Commons